# Avant Window Navigator
Avant Window Navigator (abreujat AWN o Awn ) és una barra de tasques semblant a un Dock per a Linux, que es troba a la vora de la pantalla d'usuari i fa un seguiment de les finestres obertes. En lloc de representar les finestres obertes com a botons o segments en una barra, utilitza icones grans sobre un fons translúcid per augmentar la llegibilitat i afegir atractiu visual. El programa va ser creat per Neil J. Patel.

## Característiques
Tant l'aparença com la funcionalitat d'Avant Window Navigator es poden personalitzar; hi ha connectors i applets disponibles, com ara per mostrar el progrés d'una descàrrega a Mozilla Firefox o per controlar un reproductor de música com Rhythmbox. Els connectors utilitzen el sistema D-Bus IPC i els applets es poden escriure en C, Python o Vala . Un projecte germà, AWN Extras, és una col·lecció d'applets i connectors aportats per la comunitat. Normalment, les versions es mantenen sincronitzades amb AWN.

## Limitacions
Un dels requisits principals per executar versions anteriors d'Avant Window Navigator és un gestor de composició de finestres. Almenys la versió 0.4.0-2 dels repositoris de Debian té com a dependència Metacity, xcompmgr, Compiz, xfwm4, KWin o Mutter.
Per tant, l'usuari havia d'instal·lar-ne un, que podia alentir el rendiment dels sistemes de gamma baixa. Algunes alternatives eren utilitzar un entorn d'escriptori lleuger com Xfce, que té un gestor de composició de finestres des de la versió 4.2.0, o habilitar-lo a Metacity quan s'utilitza GNOME. Tanmateix, el suport per entorns sense aquest gestor està disponible en la versió 0.4.0.